# Esteban Cambiasso
Esteban Matías Cambiasso Deleau (født 18. august 1980 i Buenos Aires, Argentina) er en argentinsk tidligere fodboldspiller. 
Cambiasso spillede blandt andet for storklubberne Independiente og River Plate i Primera División de Argentina. Med River Plate var han med til at vinde mesterskabet i 2002. Samme år skiftede han til Europa, og skrev kontrakt med de nykårede Champions League-vindere fra Real Madrid, som han også havde været tilknyttet som ungdomsspiller. Med Real vandt han kort efter sin ankomst både UEFA Super Cup og Intercontinental Cup, og var i 2003 også med til at sikre klubben det spanske mesterskab. Senere spillede han adskillige år i Italien for Inter, og var sidst i karrieren også professionel hos Leicester i England samt Olympiakos i Grækenland.

## Landshold
Cambiasso nåede i sin tid som landsholdsspiller (2000-2011) at spille 52 kampe for Argentinas landshold, som han debuterede for i år 2000. Han deltog ved Confederations Cup 2005, hvor argentinerne nåede finalen, og året efter ved VM i 2006 i Tyskland, hvor han brændte sit forsøg i straffesparkskonkurrencen under kvartfinalenederlaget mod det tyske landshold. I 2007 var han med ved Copa América i Venezuela.

## Titler
Primera División de Argentina
- 2002 (Clausura) med River Plate

La Liga
- 2003 med Real Madrid

UEFA Super Cup
- 2002 med Real Madrid

Intercontinental Cup
- 2002 med Real Madrid

Supercopa de España
- 2003 med Real Madrid

Serie A
- 2006, 2007, 2008, 2009 og 2010 med Inter

Coppa Italia
- 2005, 2006 og 2010 med Inter

Supercoppa Italiana
- 2005, 2006, 2008 og 2010 med Inter

Champions League
- 2010 med Inter

U-20 VM
- 1997 med Argentina